# Křivka zapomínání

Křivka zapomínání

Křivka zapomínání vyjadřuje, jakým způsobem dochází v lidské paměti ke ztrátě informací v čase. Průkopníkem v této oblasti byl německý filozof a psycholog Hermann Ebbinghaus. Na základě svých výzkumů vytvořil křivku zapomínání (někdy nazývanou Ebbinghausova křivka zapomínání), ze které vyplývá, že k největší ztrátě informací dochází v prvních desítkách minut. Po prvním dni se rychlost zapomínání informací významně snižuje.
Zapamatování informací závisí za mnoha faktorech:
- obtížnost látky
- smysluplnost učení pro daného jedince
- minulé zkušenosti
- mnemotechnické pomůcky
- stres
- spánek

Dlouhodobé uchování informací může významně podpořit pravidelné opakování. Ideální doba opakování zjištěná měřením je 10 minut po skončení učení, dále pak po 24 hodinách, po týdnu, pak měsíci a znovu po 6 měsících. Jiné metody doporučují opakování před spaním ještě tentýž den, pak druhý, sedmý a dvanáctý den.